# Jogos Gays de 1990
Os Jogos Gays de 1990 ou III Jogos Gays (em inglês:  Gay Games III) foram realizados em Vancouver, Canadá de 4 de agosto a 11 de agosto de 1990. As cerimônias de abertura e encerramento foram no BC Place Stadium (20 anos depois sendo o local das cerimônias de abertura e encerramento dos Jogos Olímpicos de Inverno de 2010). Este foi a primeira edição dos jogos realizada fora dos Estados Unidos, e também se destaca por ser a primeira edição dos jogos em que foram estabelecidos recordes mundiais Masters (dois, na natação).

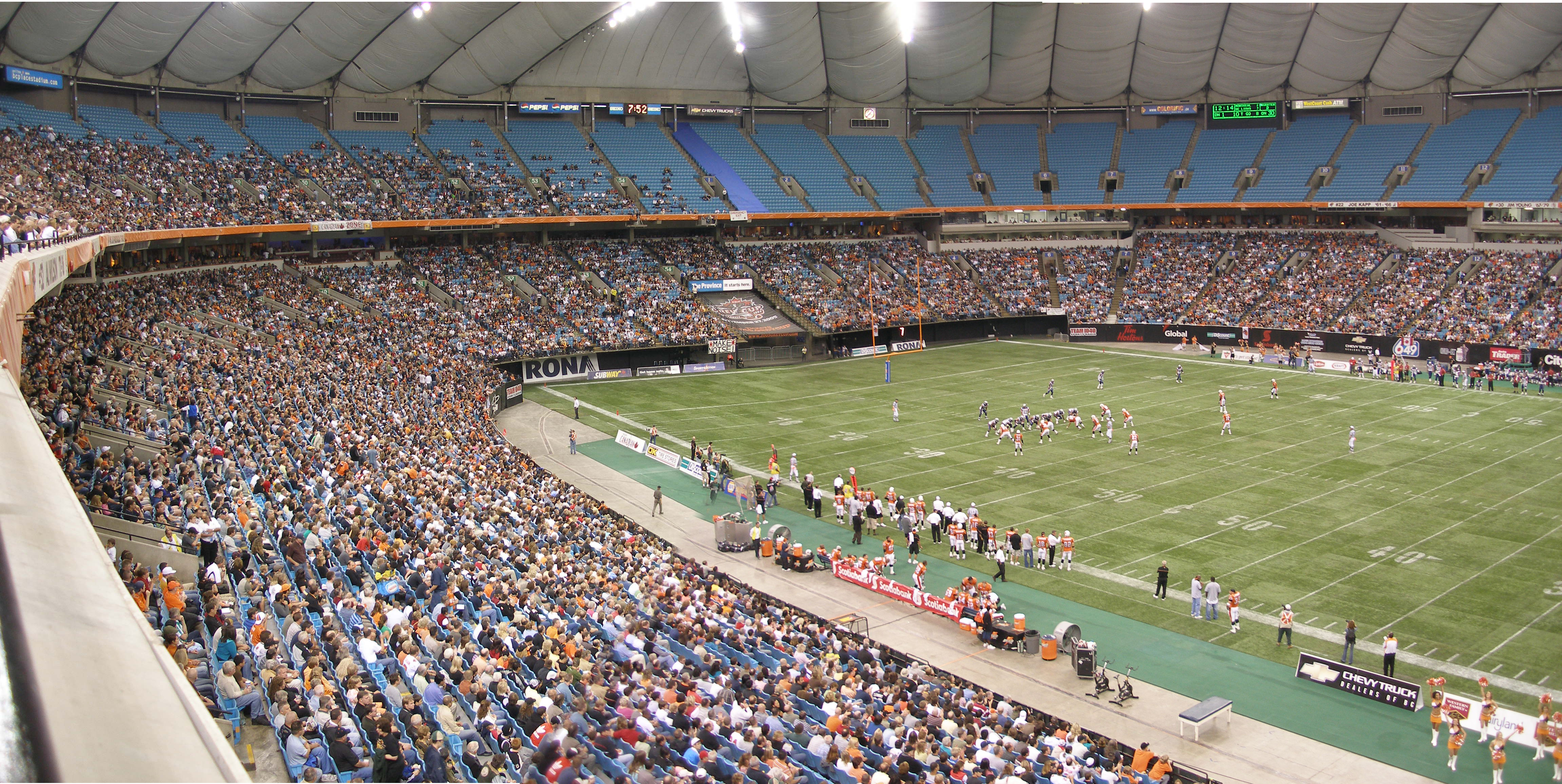
Estádio BC Place, o local das cerimônias de abertura e encerramento

## Seleção da cidade anfitriã
A apenas dez cidades se candidataram para os Jogos Gays de 1990 e candidataram Vancouver, Delhi, Pequim, Manila, Jacarta, Dublin, Tallinn, Bangkok, Astana e Pyongyang.
| Resultados para a eleição da cidade-sede | Resultados para a eleição da cidade-sede | Resultados para a eleição da cidade-sede | Resultados para a eleição da cidade-sede |
| Cidade                                   | País                                     | primeira rodada                          | segunda rodada                           |
| ---------------------------------------- | ---------------------------------------- | ---------------------------------------- | ---------------------------------------- |
| Vancouver                                | Canadá                                   | 172                                      | 113                                      |
| Delhi                                    | Índia                                    | 42                                       | 0                                        |
| Pequim                                   | China                                    | 12                                       | 1                                        |
| Manila                                   | Filipinas                                | 0                                        | 0                                        |
| Jacarta                                  | Indonésia                                | 0                                        | 0                                        |
| Dublin                                   | Irlanda                                  | 10                                       | 10                                       |
| Tallinn                                  | RSS Estônia                              | 11                                       | 20                                       |
| Banguecoque                              | Tailândia                                | 0                                        | 1                                        |
| Astana                                   | União Soviética                          | 1                                        | 1                                        |
| Pyongyang                                | Coreia do Norte                          | 0                                        | 0                                        |